# АЭС Робинсон
АЭС Робинсон (Х. Б. Робинсон) (англ. H. B. Robinson Nuclear Generating Station) — действующая атомная электростанция на востоке США.
Станция расположена в округе Дарлингтон штата Южная Каролина.

## Информация об энергоблоках
| Энергоблок | Тип реакторов          | Мощность | Мощность | Начало строительства | Физпуск    | Подключение к сети | Ввод в эксплуатацию | Закрытие |
| Энергоблок | Тип реакторов          | Чистый   | Брутто   | Начало строительства | Физпуск    | Подключение к сети | Ввод в эксплуатацию | Закрытие |
| ---------- | ---------------------- | -------- | -------- | -------------------- | ---------- | ------------------ | ------------------- | -------- |
| Робинсон-2 | PWR, W (3-loop) DRYAMB | 741 МВт  | 780 МВт  | 13.04.1967           | 20.09.1970 | 26.09.1970         | 07.03.1971          | —        |